# Mariano González
Mariano González, född den 5 maj 1981 i Tandil, Argentina, är en argentinsk fotbollsspelare. Vid fotbollsturneringen under OS 2004 i Aten deltog han det argentinska U23-laget som tog guld. 